# Romuald Ier de Bénévent
Romuald Ier de Bénévent  (v. 630 - 687) est un duc lombard de Bénévent de 662 à 687, fils aîné du duc Grimoald, et d'une certaine Ita. 

## Biographie
Le père de Romuald, devenu roi des Lombards en 662, lui laisse alors la direction du duché bénéventin et, à la mort de celui-ci, en 671, il hérite naturellement du duché. 
En 663, il fut assiégé dans Bénévent par l'empereur byzantin Constant II en personne, qui fut chassé grâce à l'intervention du roi Grimoald, venu précipitamment en aide de Pavie, capitale lombarde. 
Contrairement à son père, resté un Arien encore imprégné de paganisme lombard, Romuald décide de se convertir au catholicisme et commence la conversion de ses sujets lombards et bulgares, restés païens, ariens, ou encore plus ou moins attachés à leurs croyances ancestrales. Il propage également le culte de saint Michel, amorcé par son père Grimoald vers 650. Sous son autorité, le sanctuaire de l'Archange et le siège de Sipontum passent sous la juridiction de l'évêque de Bénévent, saint Barbatus qui, très engagé dans lutte contre l'idolâtrie et les superstitions (culte de l'arbre et de la vipère notamment, sacrifices d'animaux, sorcellerie), purifie le culte de Saint Michel qui est en train de se répandre parmi les Lombards. Grâce à Barbatus, le culte envers Saint Michel devient vite l'un des facteurs de l'unification religieuse des Lombards, divisés par des motivations doctrinales et politiques. Ainsi, l'Archange Saint Michel, tout en récupérant sa caractéristique de patron d'un peuple, commence à être considéré comme le protecteur des Lombards, qui, dans la grotte du Gargan (Mont-Gargan, trouvent leur sanctuaire national. Et la première motivation de cela est donnée par les travaux que Romuald, désormais duc catholique, fait exécuter à l'intérieur du sanctuaire. 
Il gouverne Bénévent jusqu'à sa mort en 687 après seize années de règne. En 664, il avait épousé Theoderada (encore mentionnée en 690), fille du duc Lupus de Frioul, qui lui donna trois fils : 
- Grimoald ;
- Gisulf ;
- Arégis (grand-père putatif du futur duc Arigis II de Bénévent)[4].